# Cathrine Sandnes

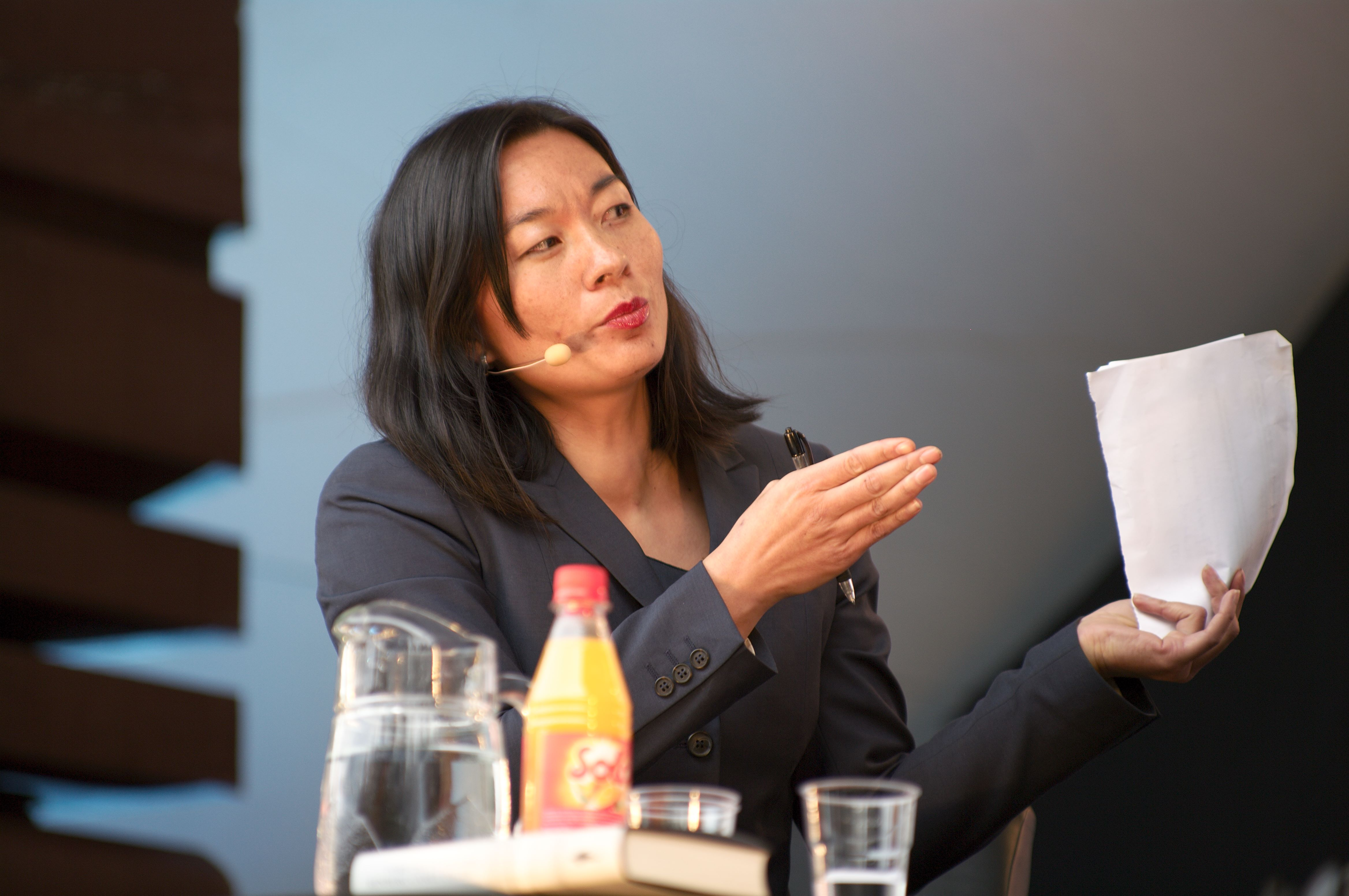
Cathrine Sandnes (2011)

Cathrine Sandnes (* 19. März 1972 in Seoul, Südkorea) ist eine norwegische Journalistin, Herausgeberin, Autorin und ehemalige Kampfsportlerin.

## Beruf
Sandnes wechselte im Oktober 2019 vom Gyldendal-Verlag, wo sie den Bereich Sachbuch leitete, zum Stenersens Forlag, der zum Kagge Forlag gehört. Sie ist Journalistin und schreibt Kolumnen für verschiedene Zeitungen, so für Dagbladet.
Sandnes war Literaturkritikerin von Aftenposten, schrieb aber auch für das Wochenmagazin Kvinner og Klær (KK, Frauen und Kleider). Im Jahr 2004 wurde sie als Kulturredakteurin des Dagsavisen ausgezeichnet.
Sandnes gab von 2006 bis 2014 Samtiden heraus, Norwegens größte und älteste Kulturzeitschrift für Politik, Literatur und gesellschaftliche Fragen. In dieser Zeit saß sie von 2009 bis 2013 im Stimmrechts-Ausschuss zum 200-jährigen Jubiläum. Sie war Mitherausgeberin der Norwegischen Geschichte der Gleichstellung 1814–2013 («Norsk likestillingshistorie fra 1814–2013»). Von 2014 bis 2017 leitete Sandnes den Verlag Manifest und dessen Zentrum für soziale Analysen (Manifest senter for samfunnsanalyse).

## Sport
Sandnes gehört zu den führenden Karate-Sportlerinnen ihres Landes. Sie war 13fache Landesmeisterin in Karate. Im Kickboxen gewann sie die norwegische Meisterschaft und eine Bronzemedaille bei den Europameisterschaften 1994. Sandnes wurde 2003 mit dem «Kongepokal» ausgezeichnet.

## Familie
Sandnes ist mit Aslak Sira Myhre verheiratet, der seit 2014 die Nasjonalbibliotek (NB) leitet. Das Paar hat zwei Töchter.

## Auszeichnungen
- «Gullpennen» 2004 (Goldener Stift)
- «Nynorsk redaktørpris» 2004, als Kulturredakteurin von Dagsavisen
- «Kongepokal» 2003 – Kampfsport.

## Bücher (Auswahl)
- Matriark. Gyldendal, 1999. (Herausgeberin mit Beate Nossum und Christina S. Erichsen)
- Reisen østover. Gyldendal, 2002. (Fußball-Weltmeisterschaft 2002)
- Forsvar eller angrep. Manifest, 2016 (Mit Ingeborg Eliassen, zur norwegischen Verteidigungspolitik).

## Filmografie
- 1994: U-natt – Fernsehserie, Folge 1.6
- 2003: Først & sist – Fernsehserie, Folge 9.8
- 2006: Nytt på nytt – Fernsehserie, Folge 15.6
- 2010: Hjernevask, Rase – (Interviewpartnerin)
- 2017: 4-Stjerners Middag – Fernsehserie, Folgen 9.37–40
- 2016: Nytt på nytt – Fernsehserie, Folge 34.7.